# Xiaohongshu
Xiaohongshu (XHS; chinês tradicional: 小紅書, chinês simplificado: 小红书, pinyin: Xiǎohóngshū, lit. ‘Livrinho Vermelho’), também conhecido no mercado internacional como RedNote (estilizado como REDnote) ou simplesmente RED, é uma plataforma chinesa multifacetada que funciona como uma rede social e uma plataforma de comércio eletrônico, focada em conteúdo sobre estilo de vida. A sua proposta de valor única reside na fusão de uma comunidade baseada em conteúdo gerado pelo utilizador (UGC) com uma funcionalidade de comércio eletrónico perfeitamente integrada, criando um ecossistema onde os utilizadores descobrem, avaliam e compram produtos num ciclo contínuo.
Xiaohongshu tem sido frequentemente descrito como "a resposta da China ao Instagram", embora a sua funcionalidade combine elementos do Instagram, Pinterest e TripAdvisor com uma forte componente comercial. A cultura da plataforma é dominada pelo conceito de "plantar grama" (种草, zhòngcǎo), onde os utilizadores partilham avaliações detalhadas e autênticas que criam o desejo de compra noutros membros da comunidade. Em 2020, 70% dos usuários da plataforma teriam nascido depois de 1990, e cerca de 70% deles eram mulheres. Em janeiro de 2025, o aplicativo ganhou um fluxo de novos usuários dos Estados Unidos devido ao encerramento antecipado das operações do TikTok nos EUA, em conformidade com a Lei de Proteção dos Americanos contra Aplicativos Controlados por Adversários Estrangeiros.